# NASA TV
NASA TV (ранее NASA Select) — телевизионная служба Национального управления по аэронавтике и исследованию космического пространства США, обеспечивающая спутниковую и интернет трансляцию космических миссий и запусков организации. Поставщики контента могут по своему усмотрению включать трансляции в пакеты услуг через повторитель, так как весь контент находится в общественном достоянии. NASA TV доступен во всём мире через OTT. Телеканал был создан в начале 1980-х годов и использовался менеджерами и инженерами НАСА для просмотра запусков ракет в реальном времени. Служба также занимается архивированием видеоматериалов и предоставлением их СМИ.
На сегодняшний день на NASA TV транслируется большинство внутренних и международных пилотируемых и роботизированных миссий (в том числе на МКС). В 2005 году, после запуска STS-114, телеканал прекратил аналоговое вещание, заменив его на цифровое.
Начиная с 23:00 по восточному времени 28 августа 2024 года (03:00 29 августа по Гринвичу), NASA TV больше не будет транслироваться через спутники. Заменой станет  ранее запущенный стриминговая  платформа NASA Plus.

## Телеканалы

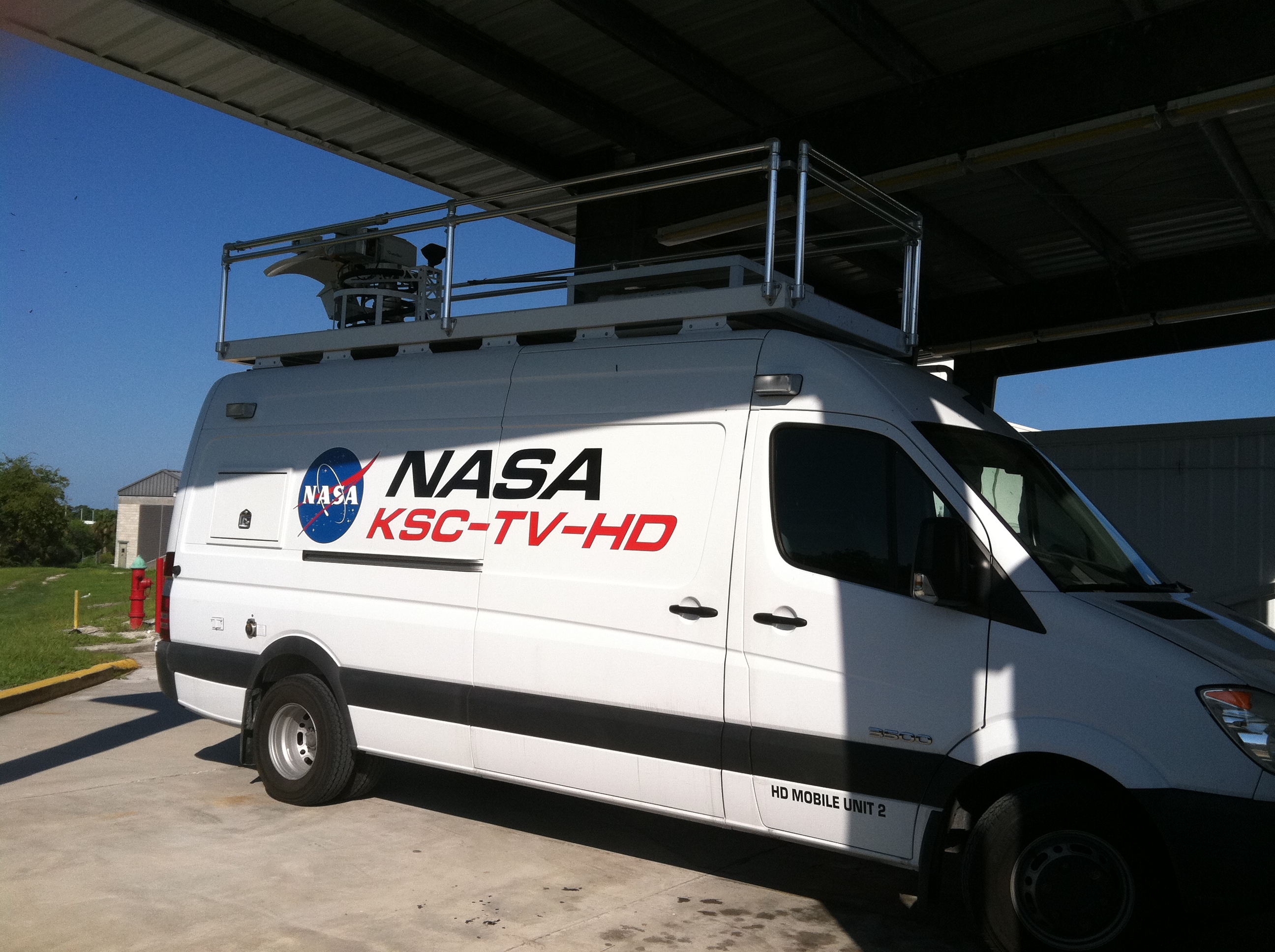
Автомобиль NASA TV

Службе принадлежит три телеканала: на NASA Public Channel TV круглосуточно транслируются документальные фильмы и архивные видеоматериалы запусков, ориентированные на широкую публику и имеющие просветительский характер (на уровне учебных заведений и музеев); на NASA Media Channel TV транслируются пресс-релизы, интервью и конференции, связанные с агентством; на NASA TV UHD — канале сверхвысокого разрешения — показывается контент из архивов НАСА в рамках соглашения с Harmonic Inc.. 19 июля 2010 года «Public Channel» начал вещать в HDTV. До 2016 года также был и четвёртый канал — NASA Education Channel TV, но он был объединён с NASA Public Channel TV. На веб-сайте НАСА ведётся круглосуточная трансляция с МКС, которая была запущена в честь 10-летия станции.
Несмотря на то, что все телеканалы NASA TV транслируют картинку высокой чёткости, некоторые операторы — вроде DirecTV — преобразуют разрешение в стандартное.

### Программы
На телеканалах NASA TV транслируются в основном образовательные программы. Они включают в себя архивные фото- и видеоматериалы. Помимо документальных программ есть также и новостные, показывающие события из разных центров НАСА («NASA Edge» и «NASA 360»). В некоторые часы транслируется видео из МКС.
Некоторые передачи, вроде запусков ракет, интервью и конференций, транслируются в прямом эфире.

## Вещание в Канаде
До 2007 года в Канаде было запрещено местным операторам включать телеканалы в пакеты услуг спутникового и кабельного телевидения. Это было связано с тем, что Комиссия по радио, телевидению и электросвязи Канады потребовала в минимальном объёме показывать видеоматериалы ККА, поэтому в рамках NASA TV показывались только совместные запуски двух стран. Также считается, что причиной послужило отсутствие частот и стандартов в 2000-х годах для транслирования каналов. 20 апреля 2007 года регулятор уведомил, что после поддержки со стороны общественности и канадских вещательных компаний, сеть NASA TV была добавлена в список иностранных телеканалов, доступных в Канаде.

## Награды
В 2009 году NASA TV получил две премии «Эмми». 24 января того же года Американская телевизионная академия наградила телеканал и Космический центр Маршалла специальной губернаторской премией, присуждённой в честь 50-летия «признания» НАСА. 22 августа NASA TV был награждён прайм-таймовой премией «Эмми» за выдающиеся инженерные достижения в честь 40-й годовщины первой трансляции Аполлона-11 с поверхности Луны.